# ARIA (cifrario)
ARIA è un cifrario a blocchi di tipo simmetrico sviluppato nel 2003 da un folto gruppo di ricercatori sudcoreani ed adottato come standard crittografico (KS X 1213) del governo locale nel 2004 dopo l'approvazione dell'Agenzia Coreana per la Tecnologia e gli Standard (Korean Agency for Technology and Standards).

## Struttura
L'algoritmo utilizza una rete a sostituzione e permutazione la cui struttura è basata su quella dell'AES. Anche l'interfaccia è la stessa dell'AES: ARIA lavora su blocchi dati di 128 bit con una chiave lunga 128, 192 o 256 bit. Il numero di passaggi è variabile: 12, 14 o 16, in base alla lunghezza della chiave.

ARIA usa 2 S-box da 8×8 bit ed i loro inversi a passaggi alternati: una di esse è l'S-box del Rijndael.
Il gestore della chiave processa la chiave segreta utilizzando un cifrario di Feistel a 256 bit e 3 passaggi, con l'espansione binaria di 1/π come sorgente di "numeri particolari".

## Implementazioni
ARIA è stato sviluppato per essere molto efficiente su sistemi ad 8 bit così da poter essere integrato facilmente in piccoli dispositivi hardware. Le implementazioni software mostrano un'efficienza migliore di quelle del Camellia e simili a quelle dell'AES.